# Pargny-Filain
Pargny-Filain är en kommun i departementet Aisne i regionen Hauts-de-France i norra Frankrike. Kommunen ligger  i kantonen Vailly-sur-Aisne som ligger i arrondissementet Soissons. År 2022 hade Pargny-Filain 250 invånare.

## Befolkningsutveckling
Antalet invånare i kommunen Pargny-Filain
Referens: INSEE